# Козмешть (Васлуй)
Козмешть, Козмешті (рум. Cozmești) — село у повіті Васлуй в Румунії. Адміністративний центр комуни Козмешть.
Село розташоване на відстані 277 км на північний схід від Бухареста, 20 км на північний захід від Васлуя, 47 км на південь від Ясс.

## Населення
За даними перепису населення 2002 року у селі проживала 351 особа, усі — румуни. Усі жителі села рідною мовою назвали румунську.